# المعهد الأوروبي للابتكار والتكنولوجيا
المعهد الأوروبي للابتكار والتكنولوجيا (European Institute of Innovation and Technology EIT ) هو وكالة تابعة للاتحاد الأوروبي تأسست عام 2008 لتعزيز قدرة أوروبا على الابتكار. تعد المعهد الأوروبي للابتكار والتكنولوجيا جزءًا لا يتجزأ من،  البرنامج الإطاري للاتحاد الأوروبي للبحث والابتكار 2020.

## تاريخه
تم إنشاء المعهد الأوروبي للابتكار والتكنولوجيا رسميًا في 11 مارس 2008 بعد اعتماد لائحة EIT  من قبل البرلمان والمجلس الأوروبي. عين مجلس إدارة المعهد أول ثلاثة مجتمعات ابتكار له (المناخ والرقميةو الطاقة المستدامة) في ديسمبر 2009.

## مجتمعات الابتكار
يوجد حاليًا ثمانية مجتمعات ابتكار ويركز كل منها على تحدٍ مجتمعي مختلف:
- الابتكار للعمل المناخي
- من أجل أوروبا رقمية قوية
- معالجة سلاسل التوريد المستدامة من الموارد إلى المستهلكين
- معًا من أجل حياة صحية في أوروبا
- ريادة التغيير في مجال الطاقة المستدامة
- الصناعة التي تمر بمرحلة انتقالية: التصنيع الرائد من صنع أوروبا
- تطوير المواد الخام إلى قوة رئيسية لأوروبا
- التنقل في المناطق الحضرية التي تمر اقتصاداتها بمرحلة انتقالية: نقل ذكي وخضراء ومتكامل

تعمل كل من مجتمعات EIT للابتكار في مراكز الابتكار. تنتشر هذه المحاور في جميع أنحاء أوروبا لزيادة تأثير أنشطة EIT. يوجد حاليًا أكثر من 50 مركزًا للابتكار في جميع أنحاء أوروبا تشمل مراكز المواقع المشتركة، حيث يلتقي التعليم والبحث والأعمال ويتفاعلون مع بعضهم البعض.

## النتائج
منذ إنشاء المعهد الأوروبي للابتكار والتكنولوجيا في عام 2008 ، تم تسليمها بحلول يناير 2014:
- 8 مجتمعات الابتكار
- أكثر من 60 مركزًا للابتكار في جميع أنحاء أوروبا
- دعم 1250+ شركة ناشئة وتوسيع نطاقها
- أكثر من 890 مليون يورو من رأس المال الخارجي الذي تم جمعه من قبل المشاريع المدعومة من قبل EIT
- تم إنشاء أكثر من 13000 فرصة عمل
- أكثر من 1700 من خريجي الماجستير والدكتوراه
- تم إنشاء أكثر من 640 منتجًا وخدمة جديدة

## التمويل
اميزانية الأولية للمعهد 308.7 يورو مليون دولار في إطلاق شبكة المعهد وسيواصل دعمها خلال الفترة 2008-2013. يحدد جدول أعمال المعهد الاستراتيجي للابتكار  واللائحة المعدلة لـه،  التي اعتمدها البرلمان الأوروبي والمجلس الأوروبي في ديسمبر 2013 ، إطار عمل عمليات المعهد من 2014 إلى 2020. اقترحت الإستراتيجية ميزانية قدرها 2.4 مليار يورو في Horizon 2020.
يتم تخصيص المنحة السنوية لمجتمعات المعرفة والابتكار على أساس تنافسي ولا يجوز أن تتجاوز 25٪ من الإنفاق العالمي لمجتمعات الابتكار. يجب جمع ما تبقى من ميزانية مجتمعات الابتكار من مصادر التمويل الأخرى.
لتعزيز أداء الابتكار في المزيد من البلدان ومناطقها في جميع أنحاء أوروبا، تم تقديم مخطط الابتكار الإقليمي (EIT RIS) في عام 2014. يستهدف بشكل خاص البلدان ذات درجات الابتكار المعتدلة أو المتواضعة على النحو المحدد في لوحة نتائج الابتكار الأوروبية. منذ إنشائها، أدى EIT RIS ، الذي يديره EIT وتنفيذه مجتمعات المعرفة والابتكار (KICs) ، بنجاح إلى توسع كبير في أنشطة مجتمع EIT إلى المزيد من البلدان والمناطق في جميع أنحاء أوروبا، مما يساهم في عموم- الانتشار الأوروبي لفرص وشبكات مشاركة المجتمع الذي تمر اقتصاداته بمرحلة انتقالية.

## العمل التنظيمي

### مجلس الإدارة
مجلس إدارة EIT هو الهيئة الحاكمة الرئيسية، المكلفة بالقيادة الإستراتيجية للمعهد والتوجيه العام للأنشطة التشغيلية التي ينفذها مقر EIT. وهي مستقلة ومستقلة في صنع القرار وهي مسؤولة عن اختيار وتقييم ودعم مجتمعات الابتكار التي تمر بمرحلة انتقالية. يتألف مجلس إدارة EIT من 12 عضوًا بالإضافة إلى مراقب مستقل واحد من المفوضية الأوروبية.

### المقر
يقع المقر الرئيسي المعهد الأوروبي للابتكار والتكنولوجيا في بودابست ، المجر ، في منطقة Neumann Janos utca (حديقة العلوم [الإنجليزية] في بودابست).

### EIT House
في عام 2017 ، افتتح المعهد رسميًا EIT House في بروكسل. يخدم EIT House غرضين، وهما زيادة الوعي بشأن المعهد الأوروبي للابتكار والتكنولوجيا بين أصحاب المصلحة، وتوفير مساحة لأعضاء مجتمع المعهد للتواصل والتفاعل.